# Kurt Maflin
Kurt Maflin (ur. 8 sierpnia 1983 w Londynie) – norweski snookerzysta. Plasuje się na 44. miejscu pod względem zdobytych setek w profesjonalnych turniejach, ma ich łącznie 208. Posiada obywatelstwo norweskie i brytyjskie. Maflin urodził się w Anglii w norweskiej rodzinie, dlatego jako zawodowiec postanowił reprezentować kraj swojego pochodzenia – Norwegię.

## Kariera amatorska
Grę w snookera rozpoczął już w wieku 4 lat. W wieku 5 lat wbił breaka w wysokości 25 punktów. Cały swój wolny czas spędzał przy snookerowym stole rozwijając i szlifując swoje umiejętności.
Kiedy Kurt miał 14 lat, został zaproszony przez magazyn TV Times, by razem z Dennisem Taylorem zdobyć pieniądze dla funduszu wspierającego chorujących na białaczkę. Zagrał wtedy w turnieju Liverpool Victoria Charity Challenge 1998. Ostatecznie Maflin i Taylor zdołali wygrać £4 300 grając 'funt za punkt'.
W wieku 16 lat, kiedy znajdował się w czołówce angielskiego rankingu juniorów, jako reprezentant Anglii wystąpił w Home International 1999 w Prestatynie (Walia). Wtedy też Anglia zwyciężyła w rozgrywkach.
W 2001 roku wygrał w finale turnieju English Open Championship, zaś później zajął II miejsce w European Championship Final rozegranym w Rydze (Łotwa). Dzięki tym osiągnięciom wywalczył sobie miejsce w Main Tourze na sezon 2001/2002, stając się tym samym najmłodszym zawodnikiem grającym w gronie najlepszych.
W sezonie 2002/2003 zwyciężył w IV turnieju z serii Challenge Tour. Pokonał w finale Jamesa Leadbettera 6-2.
W 2006 roku zwyciężył w Mistrzostwach świata IBSF rozegranych w Ammanie (Jordania). Pokonał wtedy w finale Daniela Warda 11-8. Na drodze do zwycięstwa wygrał kolejnych 15 spotkań.
W sezonie 2006/2007 również grał w serii turniejów International Open Series. Trzykrotnie grał w finale. Po raz pierwszy w finale w tym sezonie zagrał już w turnieju I, gdzie przegrał z Munraj Palem 3-6. Drugi występ w finale zakończył się powodzeniem – w turnieju V pokonał Ashleya Wrighta 6-3. Trzeci finał w tym sezonie to porażka z Jamesem McBainem 4-6. Dzięki dobrym występom w tym sezonie, Maflin w rankingu PIOS zajął pierwsze miejsce, co umożliwiło mu wejście do Main Touru w kolejnym sezonie.

## Kariera zawodowa
Kurt Maflin w gronie profesjonalistów grywa od 2001 roku. Po raz pierwszy do światowej czołówki wszedł dzięki wygranej w English Open Championship.
Po raz drugi do Main Touru wszedł dzięki zwycięstwu w rankingu PIOS w sezonie 2006/2007. W sezonie 2007/2008 miał miejsce najlepszy dotychczas występ tego zawodnika. W kwalifikacjach do turnieju Masters 2008 doszedł do finału, który jednak przegrał. Pokonał kolejno Gerarda Greene’a 4-2, Judda Trumpa 5-4, Andrew Higginsona 5-4, Lianga Wenbo 5-0, Jimmy’ego White’a 5-4. W finale przegrał jednak z Barrym Hawkinsem 4-6.
W 2010 roku zwyciężył w turnieju EBSA European Play-Offs, co umożliwiło mu powrót do Main Touru w sezonie 2010/2011. Sklasyfikowany został wtedy na 86 pozycji w światowym rankingu.
W czerwcu 2010 w turnieju inauguracyjnym serii Players Tour Championship rozegranym w Sheffield, Kurt Maflin wbił pierwszego w karierze breaka maksymalnego (147 punktów) w meczu pierwszej rundy rozegranym przeciwko Polakowi, Michałowi Zielińskiemu.

### Sezon 2010/2011
W kwalifikacjach do turnieju Shanghai Masters 2010 odpadł już w pierwszej rundzie przegrywając z Kyrenem Wilsonem 2-5.

### Sezon 2012/2013
W turnieju PTC Gdynia Open doszedł do ćwierćfinału przegrywając z Jamiem Burnettem 2:4

### Sezon 2013/2014
W Mistrzostwach Świata zaczął od drugiej rundy kwalifikacji, ostatniej 96-ki, gdzie grając przeciwko Danielowi Wellsowi atakował trzeciego w swojej karierze brejka maksymalnego. Przy wyniku 134 spudłował różową bilę. Ten mecz ostatecznie wygrał 10-7. Jednak w trzeciej rundzie trafia na Andrew Higginsona i kończy swoją rywalizację w turnieju przegrywając 3-10.
W sezonie 2013/14 wbił 16 brejków stupunktowych i na koniec sezonu posiada na swoim koncie 91 break'ów stupunktowych w profesjonalnej grze.

## Statystyka zwycięstw

### Amatorskie
- Challenge Tour 2002/2003 – turniej IV
- IBSF World Championship, 2006
- International Open Series 2006/2007 – turniej V
- EBSA European Play-Offs, 2010